# 奧塔哥石龍子
奧塔哥石龍子（學名Oligosoma otagense）是一種瀕危的石龍子，分佈在新西蘭的奧塔哥大區中部。

## 特徵
奧塔哥石龍子與其他新西蘭的石龍子比較體型較大，可以長達31厘米。它們有明顯的黑色、黃色及綠色斑點，可以成功偽裝成地衣及片岩。它們是雜食性的，吃多種昆蟲及果實。它們很長壽，可以活到15歲。不過它們的成熟期很慢，要3-4歲才成熟。每年的1月至3月間會生3-4隻幼體。

## 棲息地
奧塔哥石龍子只分佈在奧塔哥大區一些特定的位置，並只限於大型片岩的地方。它們經常會到岩上哂太陽，並在夜間、寒冷季節及受威脅時會躲到岩縫間。

## 保育狀況
國際自然保護聯盟將奧塔哥石龍子列為瀕危。於2000年時，它們的分佈地大幅減少了達90%。由於土地用途的改變及入侵哺乳動物的掠食，它們的數量幅下降。新西蘭政府估計它們只餘下2000隻，而數量仍正在下降。

## 外部連結
- New Zealand Department of Conservation